# 穆閩珠
穆閩珠（1949年8月15日—），中華民國政治、體育人物，籍貫江蘇鎮江，生於福建泉州，長於台灣彰化鹿港。現任中華帕拉林匹克總會會長，曾任立法委員、國大代表、中國文化大學董事會董事，前夫為文化大學董事長張鏡湖。
文化大學董事長張鏡湖以「不堪同居虐待」為由，訴請與妻子、前立委穆閩珠離婚。
判決書指出，張鏡湖指控穆閩珠圖謀文大董事長職務，並要求校務基金撥20億給經商失敗的小舅子，張因而訴請離婚，張先前還主張穆對他家暴。

## 外部連結
- 立法院-穆閩珠委員 （页面存档备份，存于）